# Franco Leccese
Franco Leccese (Condove, 24 aprile 1925 – Condove, 22 giugno 1992) è stato un velocista italiano, campione italiano nei 100 metri piani (1950) e 200 metri piani (1951) vestendo i colori della società Gancia Torino.

## Biografia
Nato in un piccolo paese della bassa val di Susa, che a quel tempo contava circa 2.600 abitanti, suo padre Francesco era originario di Erchie, in provincia di Brindisi, ed era uno di quei giovani soldati del Sud Italia che si erano trovati durante la prima guerra mondiale a "servire la patria" nel Nord della penisola e lì si era poi stabilito. Francesco era arrivato in valle di Susa come bersagliere e aveva prestato servizio alla polveriera di Avigliana.
La sua carriera sportiva iniziò nel 1943 imponendosi nelle gare locali, che molto piacevano al regime fascista per culto del corpo in chiave guerresca, ma solo qualche anno dopo trovò una società che gli permettesse di gareggiare sotto i suoi colori.
Ottenne presto risultati incoraggianti che lo posero all'attenzione degli allenatori della nazionale. Divenuto campione italiano dei 200 metri nel 1950, conquistò il titolo nazionale dei 100 metri nell'anno seguente.
Nel 1950 vinse la medaglia d'argento sui 100 metri piani ai campionati europei di Bruxelles e nel 1951 la medaglia d'oro nella staffetta 4×100 metri ai Giochi del Mediterraneo disputati ad Alessandria d'Egitto.
Nel 1952 partecipò alle Olimpiadi di Helsinki dove gareggiò nei 100 metri e nella staffetta 4×100.
Morì il 23 giugno del 1992 nella sua casa di Condove.
Nel suo paese natale gli è stato intitolato il locale Palazzetto dello sport.

## Palmarès
| Anno | Manifestazione          | Sede                 | Evento      | Risultato | Prestazione | Note |
| ---- | ----------------------- | -------------------- | ----------- | --------- | ----------- | ---- |
| 1950 | Europei                 | Bruxelles            | 100 metri   | Argento   | 10"7        |      |
| 1951 | Giochi del Mediterraneo | Alessandria d'Egitto | 4×100 metri | Oro       | 42"4        |      |
| 1952 | Giochi olimpici         | Helsinki             | 100 metri   | Batteria  | 10"9        |      |
| 1952 | Giochi olimpici         | Helsinki             | 4×100 metri | Batteria  | 41"5        |      |

## Campionati italiani
- 1 volta campione nazionale assoluto dei 100 metri piani (1951)[1]
- 1 volta campione nazionale assoluto dei 200 metri piani (1950)[1]